# Henri de Savoisy
Henri de Savoisy fut archevêque de Sens, investi par le pape Martin V le 26 janvier 1418, entré dans la ville le 11 juin 1420, mort le 13 mars 1422 à Seignelay.

## Biographie
Il était fils d'Eudes de Savoisy, seigneur de Savoisy et du Fossé, qui fut capitaine de Saint-Florentin, et bailli de Vitry, puis de Troyes (lui-même frère aîné de Philippe de Savoisy, seigneur de Seignelay, qui fut compagnon du roi Jean le Bon pendant sa captivité en Angleterre, puis premier chambellan et ami intime de Charles V, puis maître d'hôtel de la reine Isabeau de Bavière). Le frère aîné d'Henri, héritier du titre familial, s'appelait Gaucher de Savoisy. C'était une famille de la noblesse bourguignonne.
En 1400, il devint doyen du chapitre cathédral de Langres. Il fut aussi chanoine de Beauvais (dont son cousin Pierre était évêque) et de Paris. Au moment de l'assemblée générale du clergé de France réunie à Paris en août-octobre 1408, il était devenu receveur général du clergé, fonction qu'il conserva dans les années suivantes. Conseiller au Parlement de Paris en 1407, maître des requêtes de l'hôtel du roi le 4 octobre 1410, président de la Cour des aides le 5 décembre 1412. Ces promotions parisiennes intervinrent alors que le duc de Bourgogne, Jean sans Peur, était tout-puissant à Paris. 
Le 25 octobre 1415, Jean de Montagu, archevêque de Sens, prélat guerrier, de la faction des Armagnacs, meurt à la bataille d'Azincourt ; on retrouve son corps sous un monceau de cadavres. Les deux factions de la guerre civile se disputent alors le siège vacant : Jean de Norry est le candidat du roi (alors sous l'influence des Armagnacs), Henri de Savoisy celui du duc de Bourgogne. Les chanoines, divisés, ne peuvent réunir leurs suffrages sur une même tête. L'affaire est déférée au concile de Constance, alors réuni. Mais la ville de Sens est sous le contrôle des Armagnacs, et Jean de Norry est installé à l'archevêché en 1417. Les Bourguignons ravagent le pays tout alentour. 
Le 11 novembre 1417, le concile de Constance élit un nouveau pape, Martin V. Celui-ci tranche, le 26 janvier 1418, en faveur d'Henri de Savoisy. Plus tard dans l'année 1418, il désigne une délégation de prélats bourguignons (constituée, outre Savoisy, de Martin Poré, évêque d'Arras et ancien précepteur de Jean sans Peur, de Charles de Poitiers, évêque de Langres, et de Louis de Luxembourg, évêque de Thérouanne) pour négocier une réconciliation entre le duc et le dauphin Charles.
Le 10 septembre 1419, le duc Jean sans Peur est assassiné par des Armagnacs, lors d'une entrevue avec le dauphin, sur le pont de Montereau ; son fils et successeur Philippe le Bon s'allie alors ouvertement avec les Anglais. Le 21 mai 1420, le traité de Troyes scelle cette alliance anglo-bourguignonne, prévoyant que le dauphin Charles, réfugié à Bourges, est destitué et déshérité, et qu'Henri V d'Angleterre épouse Catherine de Valois, le couple et sa descendance devant hériter du trône de France. Le 2 juin, fête de la Trinité, l'archevêque Henri de Savoisy célèbre ce mariage royal dans l'église Saint-Jean-du-Marché de Troyes.
Mais la ville de Sens restait toujours aux mains des partisans du dauphin, défendue par Guillaume de Guitry, comte de Chaumont, bailli de Sens et d'Auxerre. On parla d'organiser des joutes après le mariage : « Allons vers la cité de Sens, dit le roi d'Angleterre. Là pourra chacun de nous jouter et tournoyer et montrer sa prouesse, et hardiment. Car la plus belle prouesse n'est au monde que de faire justice des mauvais, afin que le pauvre peuple puisse vivre ». On se hâta vers Sens, y compris les dames qui avaient assisté à la noce. 
La ville capitula le 11 juin, jour de la saint Barnabé. Henri de Savoisy put alors accéder à la cathédrale qu'il revendiquait, et y fut intronisé en présence de deux rois, deux reines et du duc de Bourgogne. « Vous m'avez épousé et baillé une femme », lui dit le roi d'Angleterre. « Or je vous rends la vôtre, c'est à savoir l'archevêché de Sens ». Mais le prélat ne resta pas longtemps dans la ville, où l'insécurité régnait : il se réfugia dans le château fortifié de ses cousins, à Seignelay, et y mourut moins de deux ans après son intronisation. Quant à son compétiteur Jean de Norry, il devint peu après archevêque de Vienne (installé le 10 octobre 1423).